# Aníbal Beça
Anibal Beça é o nome literário de Anibal Augusto Ferro de Madureira Beça Neto (Manaus, 13 de setembro de 1946 - 25 de agosto de 2009) foi escritor (poeta), tradutor, compositor, teatrólogo e jornalista brasileiro.

## Atuação
Trabalhou como repórter, redator e editor, em todos os jornais de Manaus. Foi diretor de produção da TV Cultura do Amazonas, Conselheiro de Cultura, consultor da Secretaria de Cultura do Amazonas. Vice-presidente da UBE-AM União Brasileira de Escritores, presidente da ONG “Gens da Selva”, onde exercia o cargo de vice-presidente, bem como de presidente do Sindicato de Escritores do Estado do Amazonas e presidente do Conselho Municipal de Cultura era membro da Academia Amazonense de Letras.

## Vida literária
No ano de 2007 completa 41 anos de atividade literária e 45 de atuação na música popular, tendo vencido inúmeros festivais de MPB por todo o Brasil.
Em 1994 recebeu o Prêmio Nacional Nestlé, em sua sexta versão, com o livro Suíte para os Habitantes da Noite concorrendo com 7.038 livros de todo o Brasil.

## Integração cultural
Ao lado de seus afazeres literários e musicais, destacou-se também em prol da causa da integração cultural latino-americana, seja traduzindo escritores de países vizinhos, ou participando e organizando festivais e encontros de poesia. Representou o Brasil no IX Festival Internacional de Poesia de Medellín, no III Encontro Ulrika de escritores em Bogotá e no VI Encuentro Internacional de Escritores de Monterrey. Sua produção poética tem sido contemplada em importantes revistas:
- “Poesia Sempre” (Brasil),
- “Casa de las Américas” (Cuba),
- “Prometeo” (Colômbia),
- “Ulrika” (Colômbia),
- “Revista Armas & Letras” da Universidade de Nuevo León (México),
- “Tinta Seca” (México),
- “Lectura” (Argentina),
- “Frogpond Haiku” (Estados Unidos),
- “Amazonian Literary Review” (Estados Unidos),
- “Mississippi review” (Estados Unidos).

## Livros publicados
- Convite Frugal, Edições Governo do Amazonas (1966),
- Filhos da Várzea, Editora Madrugada (1984),
- Hora Nua, Editora Madrugada (1984),
- Noite Desmedida, Editora Madrugada (1987),
- Mínima Fratura, Editora Madrugada (1987),
- Quem foi ao vento, perdeu o assento, Edições Muraquitã (teatro, 1988),
- Marupiara – Antologia de novos poetas do Amazonas, Edições Governo do Amazonas (organizador, 1989),
- Suíte para os habitantes da noite, Paz e Terra (1995),
- Ter/na Colheita, Sette Letras (1999),
- Banda da Asa – poemas reunidos, Sette Letras, (1999),
- Ter/na Colheita, Editora Valer (2006, segunda edição),
- Noite Desmedida, Editora Valer (2006, segunda edição),
- Folhas da Selva, Editora Valer (2006).
- Chá das quatro, Editora Valer (2006)
- Águas de Belém, Editora Muhraida( 2006);
- Águas de Manaus, Editora Muhraida( 2006).
- Palavra Parelha reunindo os livros Cinza dos Minutos, Chuva de Fogo, Lâmina aguda, Cantata de cabeceira e Palavra parelha no prelo Editora Topbooks 2007.

## Música
- Marapatá - 1984 (em parceria com Armando de Paula).
- O Poeta solta a voz - 2001.
- Duas águas - 2006.
- Itacoatiara - (musicalizada por Armando de Paula na voz de Antonio Pereira)

## Poemas
- (em castelhano)[ligação inativa]
- (em castelhano)[ligação inativa]
- (em castelhano)